# ماري هنرييت ملكة بلجيكا

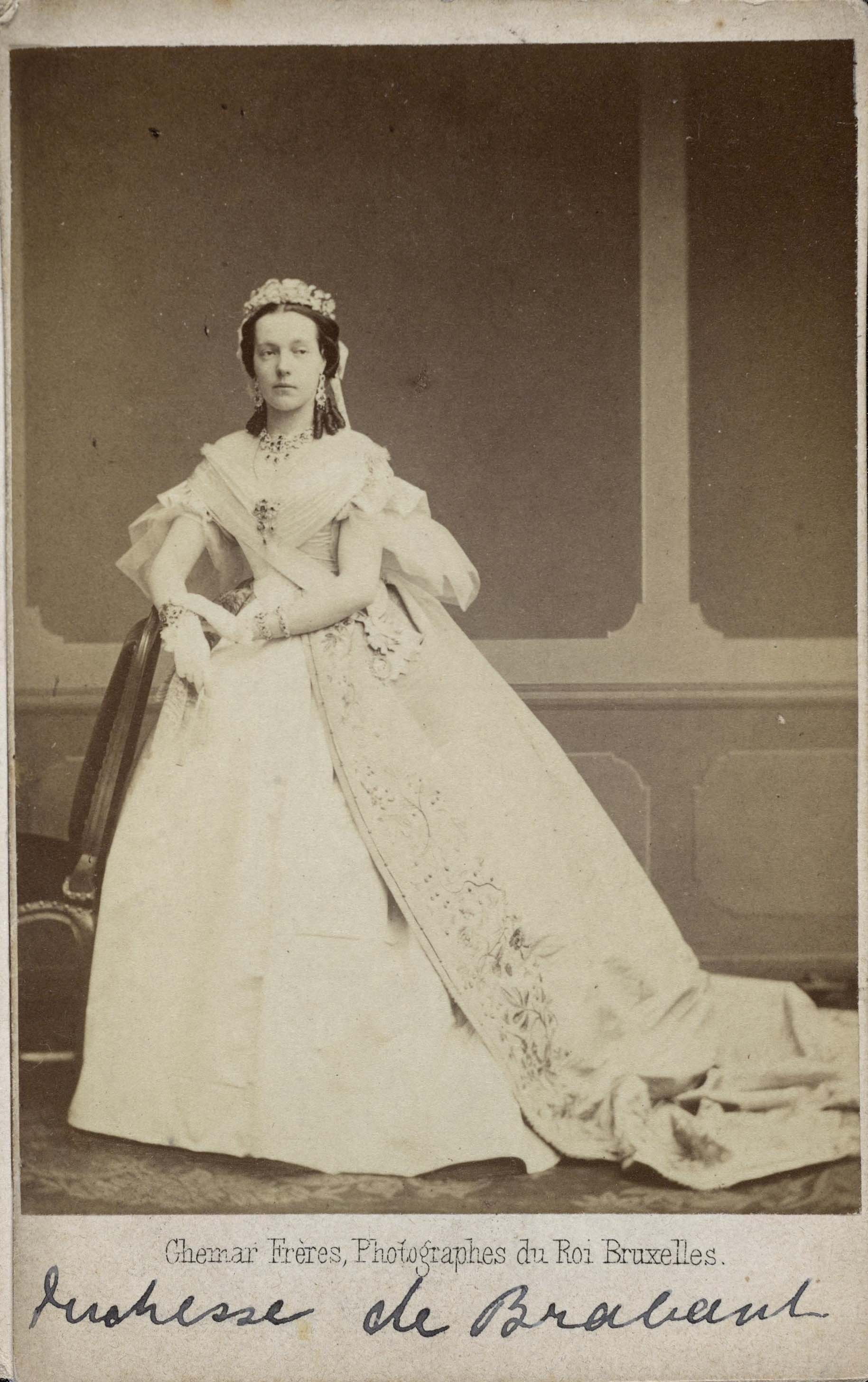
ماري هنرييت ملكة بلجيكا.

ماري هنرييت ملكة بلجيكا (بالألمانية: Marie Henriette Anne von Österreich)‏ (23 أغسطس 1836 - 19 سبتمبر 1902) كانت متزوجة من الملك ليوبولد الثاني ملك بلجيكا.